# Otterepass

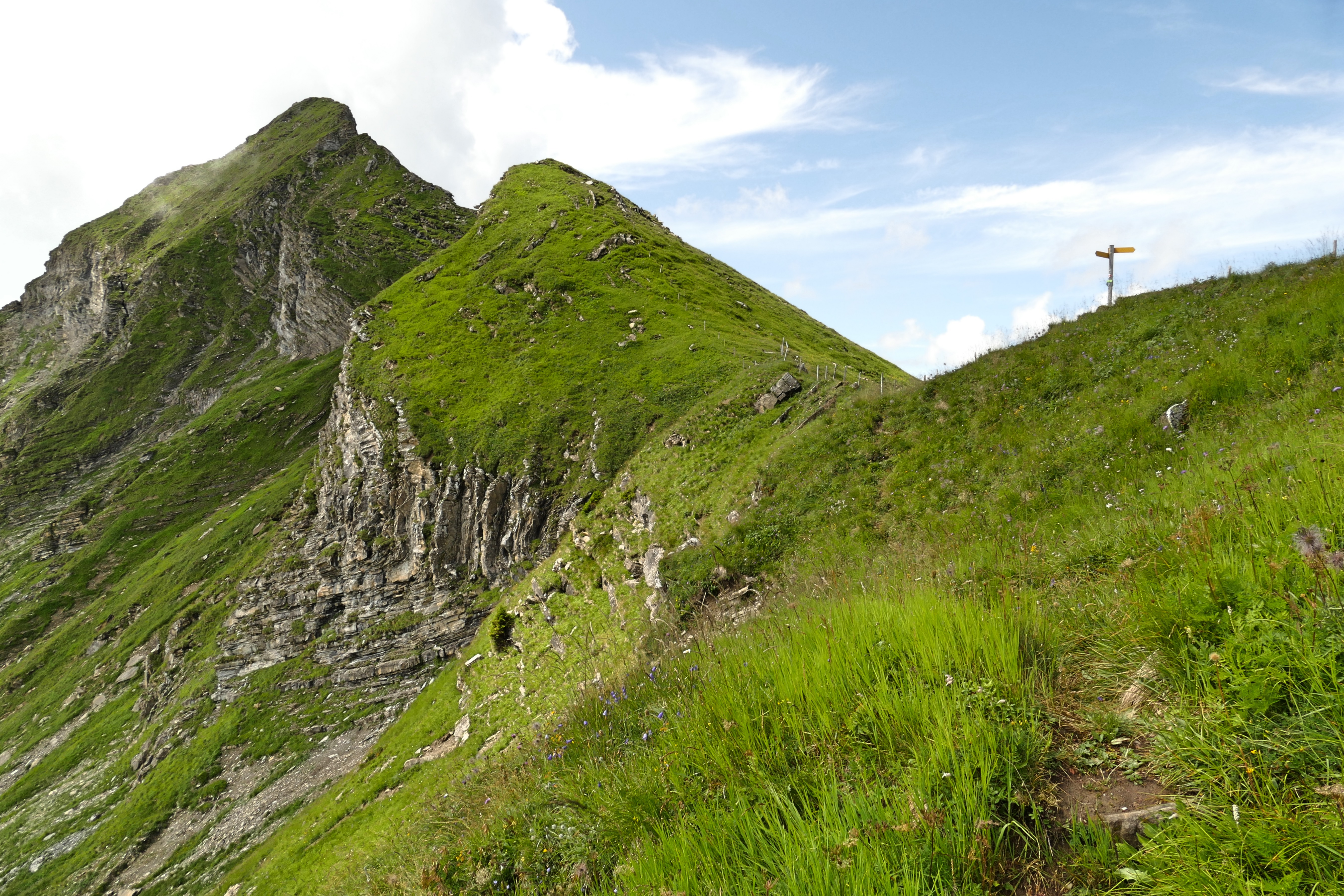
Otterepass, letzte Meter vor der Passhöhe auf der Seite Engstligental

Der Otterepass ist ein Übergang für Fussgänger auf 2278 m ü. M. im Schweizer Kanton Bern.
Der Otterepass liegt im Berner Oberland. Er verbindet das Engstligental mit dem Diemtigtal oder, im weiteren Sinn, das Frutigland mit dem Niedersimmental. Bergwanderer beginnen respektive beenden die Passwanderung in der Regel in Achseten im Engstligental bzw. auf der Grimmialp zuhinterst im Diemtigtal oder umgekehrt.
Auf der Seite Engstligental schneidet die Passroute den bekannten Spissenweg von Adelboden nach Frutigen. Die „Spissen“ sind längliche Geländestücke, die im Steilgelände auf beiden Seiten von Bergbächen begrenzt werden. Höher oben liegt in einem grünen Alpkessel unterhalb der Passhöhe das Hüttendörfli von Ottere.

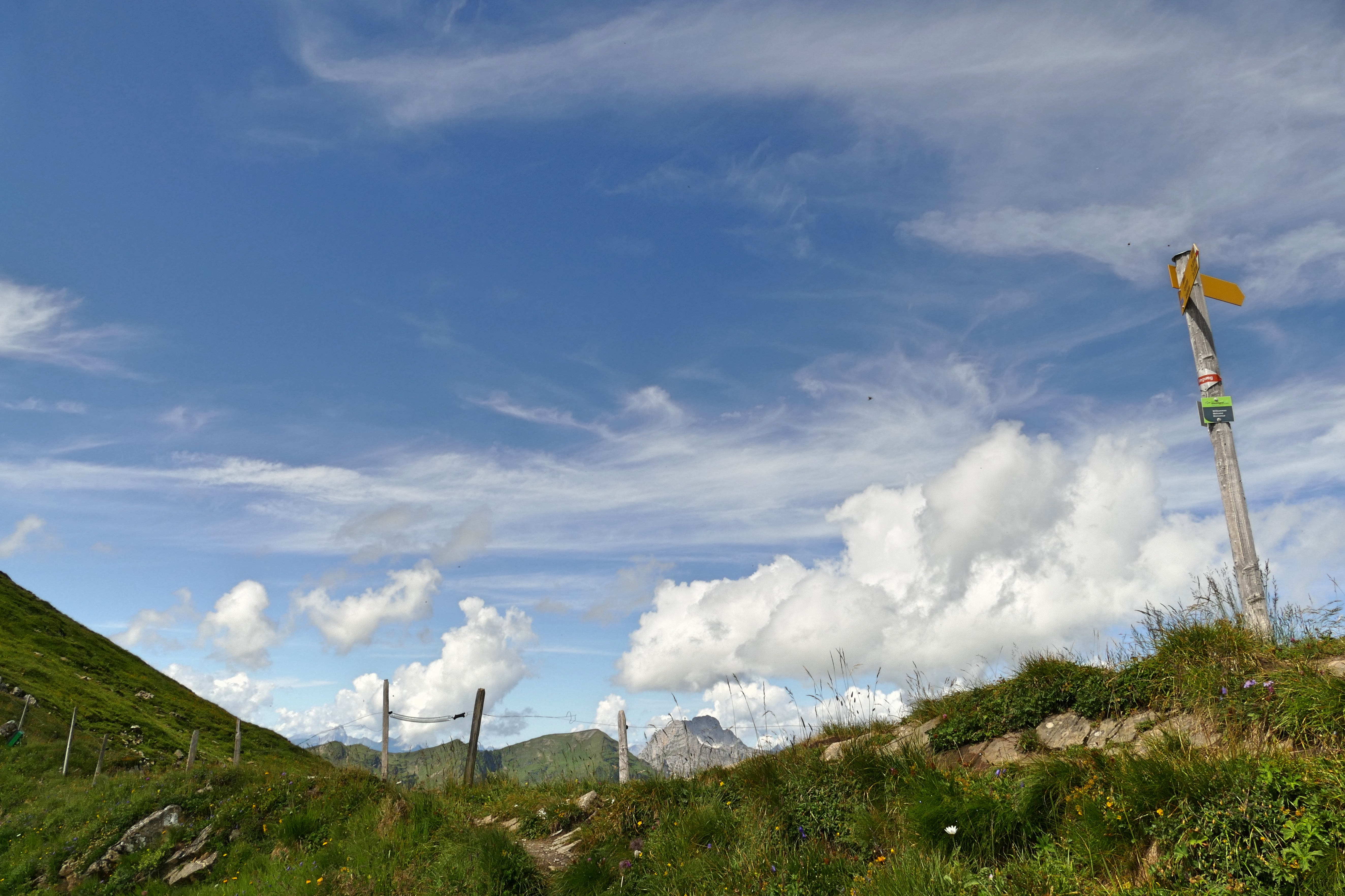
Otterepass, die Passhöhe

Auf der Seite Diemtigtal passieren Wanderer im Gebiet Chilei (oder Kiley) bei Fieldrich die Bio-Alpkäserei Kiley. Bis 1973 arbeiteten hier Gefangene der offenen Strafanstalt Witzwil. Der Wanderautor Daniel Anker schreibt im Rother Wanderführer «Berner Oberland West» über den Otterepass: «Diesen Pass haben früher zuweilen auch die Häftlinge, die in der Chilei im Sommer(straf)lager waren, überschritten, um im Engstligental heimlich eine Flasche Wein zu kaufen.»
Seit 2009 besteht im Diemtigtal der Regionale Naturpark Diemtigtal.